# 도메니코 베네치아노
도메니코 베네치아노(Domenico Veneziano, 1400년 경∼ 1461년)는 이탈리아의 피렌체파 화가이다.

## 개요
이름처럼 베네치아에서 출생한 것으로 추정되는 그는 1439년경 피렌체에 정주하였다. 유채화의 거장(巨匠)으로서, 그의 밝은 색조는 명암과 공간의 처리가 뛰어난 기법으로 후대에 큰 영향을 끼쳤다. 그가 서명한 두 작품 가운데 특히 <산타루치아 제단화(祭壇畵)>(1445?, 우피치 미술관)가 알려져 있다. 이것은 사크라 컨베르사치오네(Sacra Conversazione, 성스러운 담화)의 최초 작품인데 성모자(聖母子)를 중심으로 하여 좌우에 늘어선 여러 성인들 사이에 서로 담화를 주고 받는 것 같은 정경을 보여 준다. 마사초의 작품에 비교하면 그의 인물은 중량감이 부족하며, 개성적인 표정을 가지고 있으나 힘이 없으며, 건축 요소도 화사하다. 그러나 색채는 매우 밝고 화려하며, 초기 르네상스의 색채화가임에 손색이 없다.

## 주요 작품

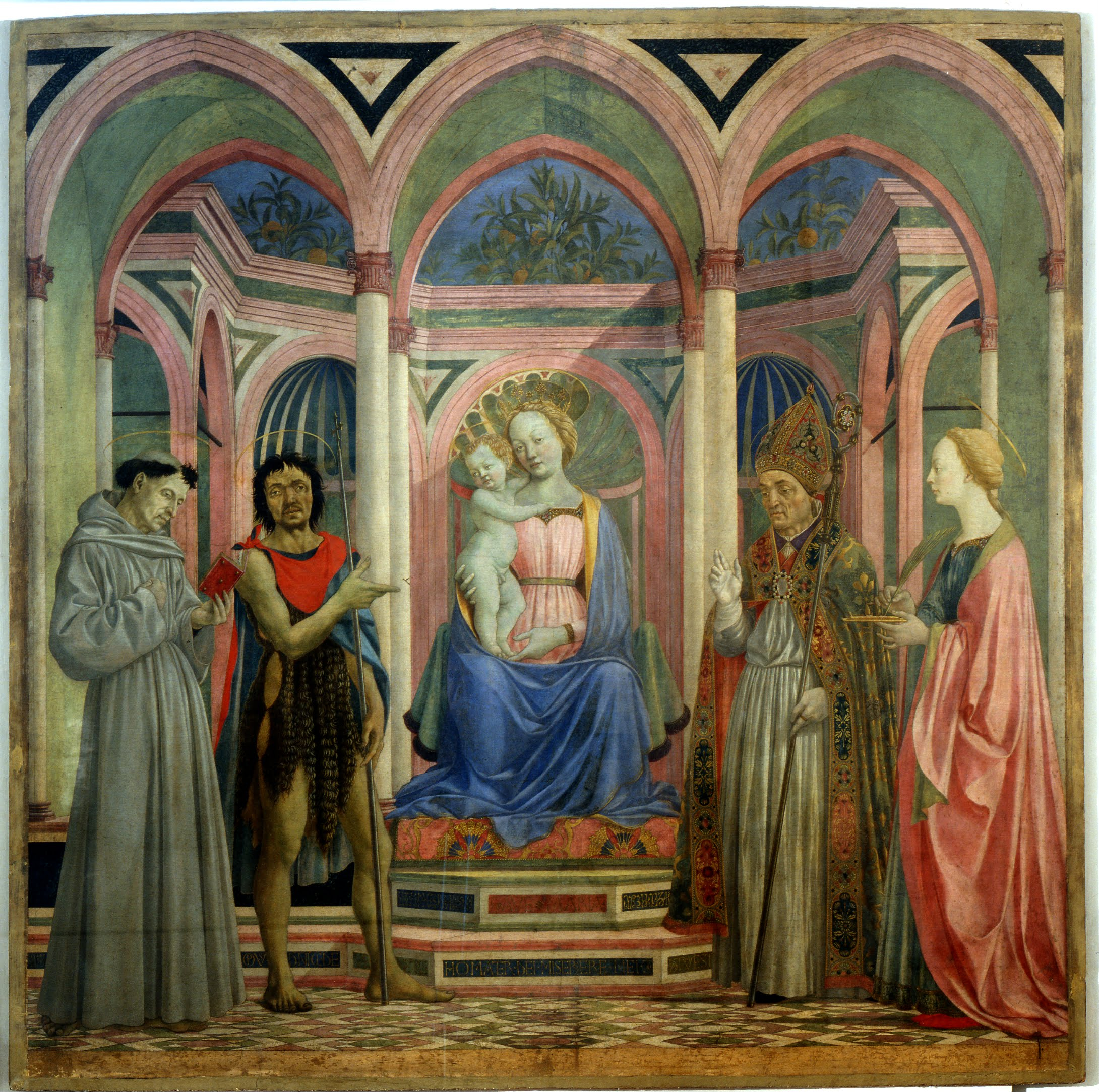
Santa Lucia de' Magnoli Altarpiece
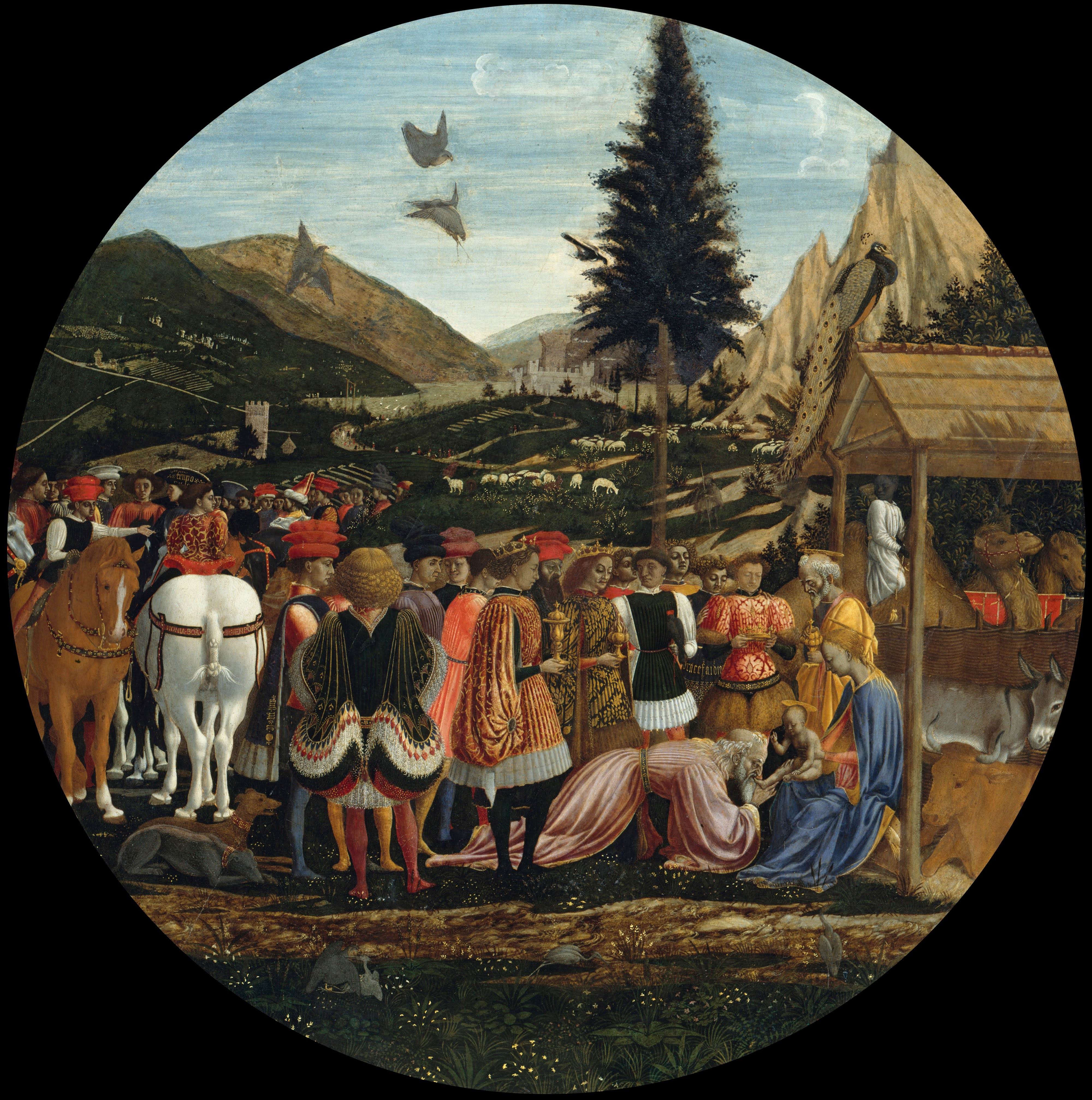
Adoration of the Magi
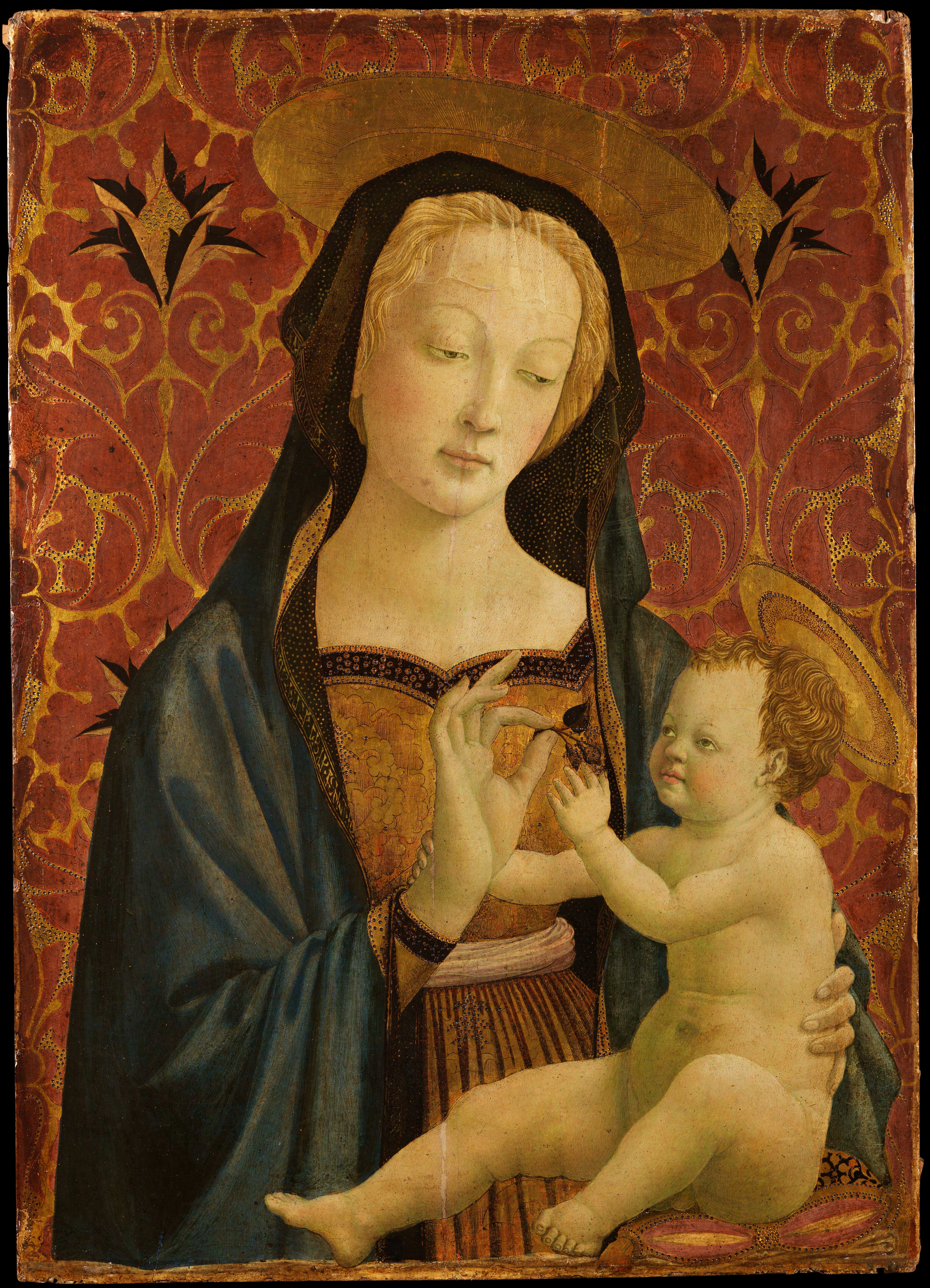
Madonna and Child